# Sporting Neerpelt
Lo Sporting Neerpelt-Lommel è una squadra di pallamano maschile belga con sede a Neerpelt.

## Palmarès

### Trofei nazionali
- Campionato del Belgio: 10
  - 1977-78, 1979-80, 1980-81, 1981-82, 1982-83, 1986-87, 1987-88, 1988-89, 1989-90, 2003-04.